# فومیئو واتانابه

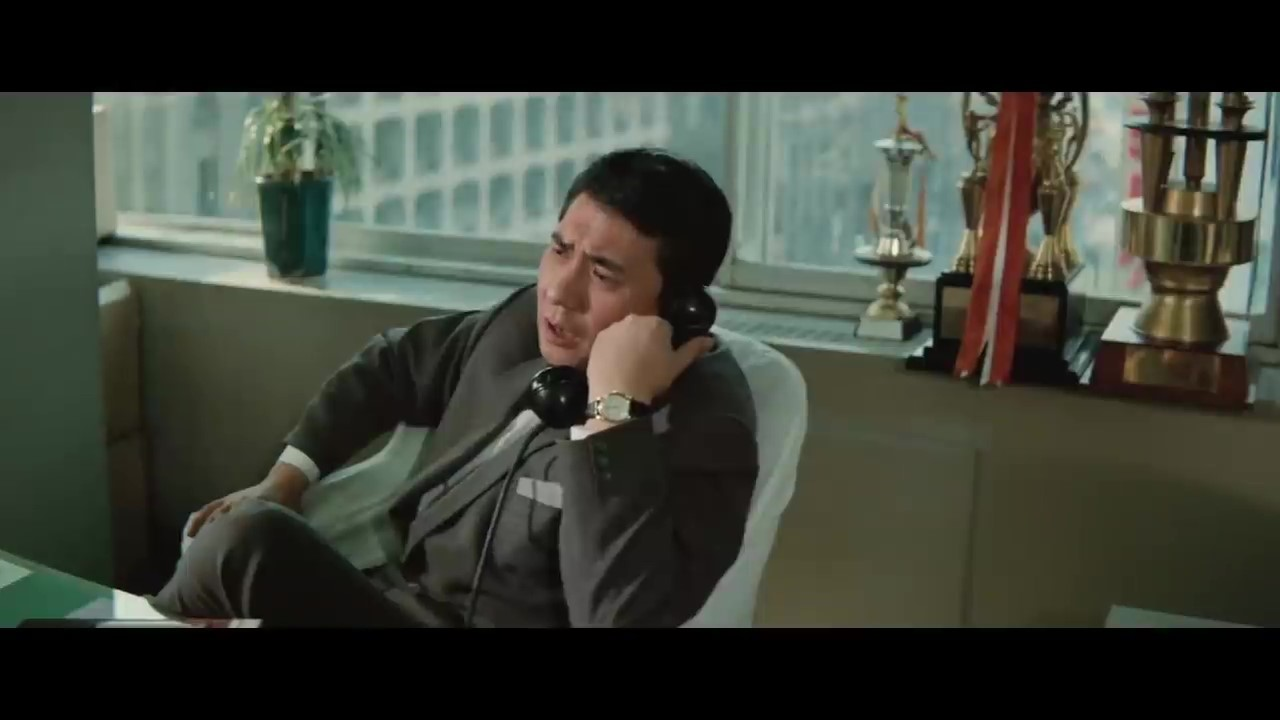
نگاره‌ای از فومیئو واتانابه، بازیگر ژاپنی - ۱۹۶۸

فومیئو واتانابه (به ژاپنی: 渡辺文雄 Watanabe Fumio) (۳۱ اکتبر، ۱۹۲۹ – ۴ آگوست، ۲۰۰۴) بازیگر ژاپنی بود. او بیشتر به‌خاطر بازی در فیلم‌های کارگردان موج نوی ژاپن، ناگیسا اوشیما شناخته می‌شود. واتانابه در توکیو به‌دنیا آمد و قبل از پیوستن به استودیوی شوچیکو در سال ۱۹۵۶، از دانشگاه توکیو فارغ‌التحصیل شده‌بود.